# 甘比亞瘧蚊
甘比亞瘧蚊（學名：Anopheles gambiae）是瘧蚊屬下的一个隱存種，至少包含7種形態上無法區分的物種。該隱存種於1960年代確認出來，包含了撒哈拉以南非洲當地傳播瘧疾的大多數病媒蚊種類，尤其該物種含有最危險的瘧疾寄生蟲惡性瘧原蟲。1930年代入侵巴西，导致了1938/1939年巴西大规模疟疾爆发。甘比亞瘧蚊是已知感染力最強的瘧疾病媒蚊。